# Czworak (moneta)

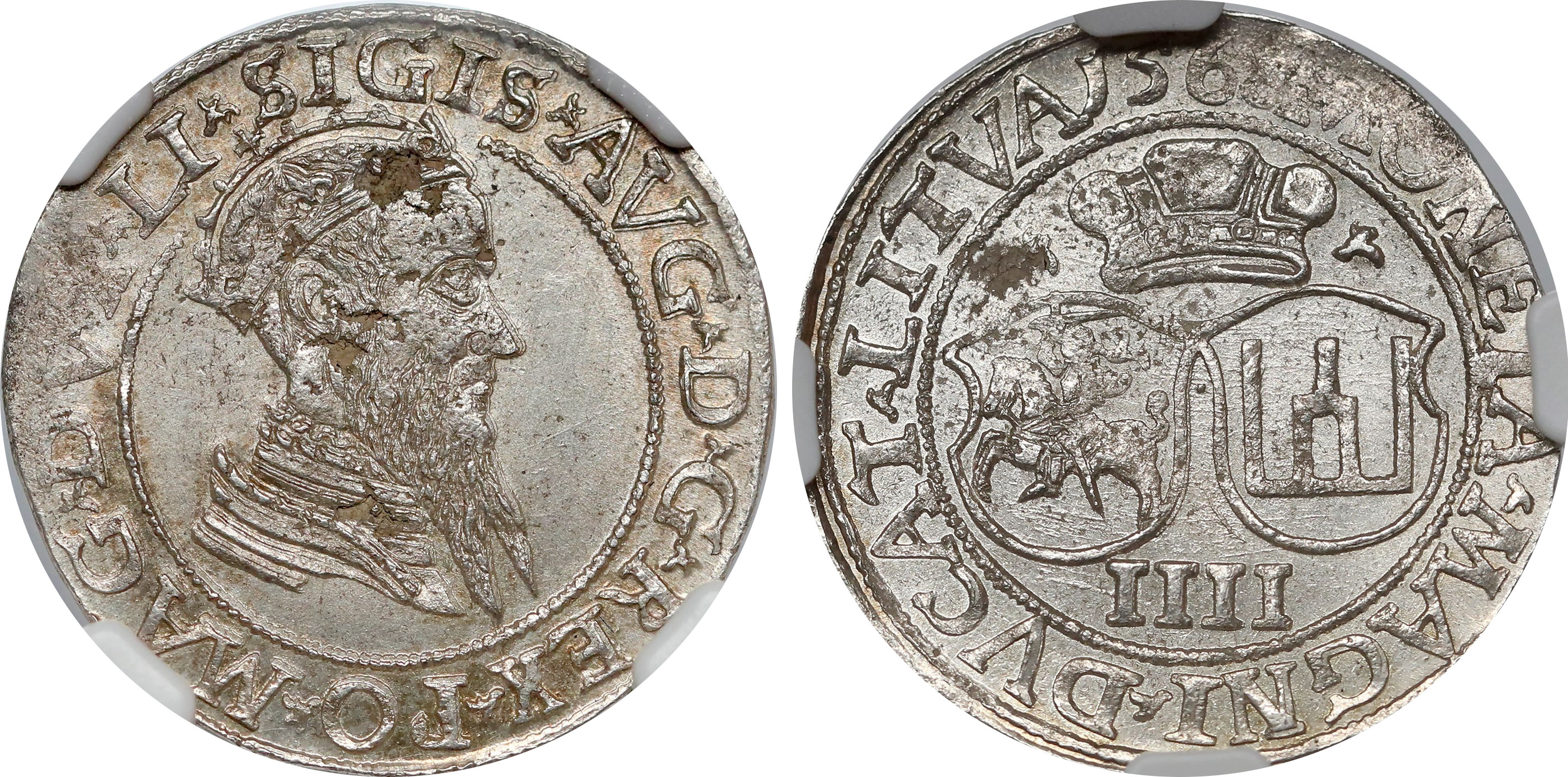
Czworak litewski (1568)

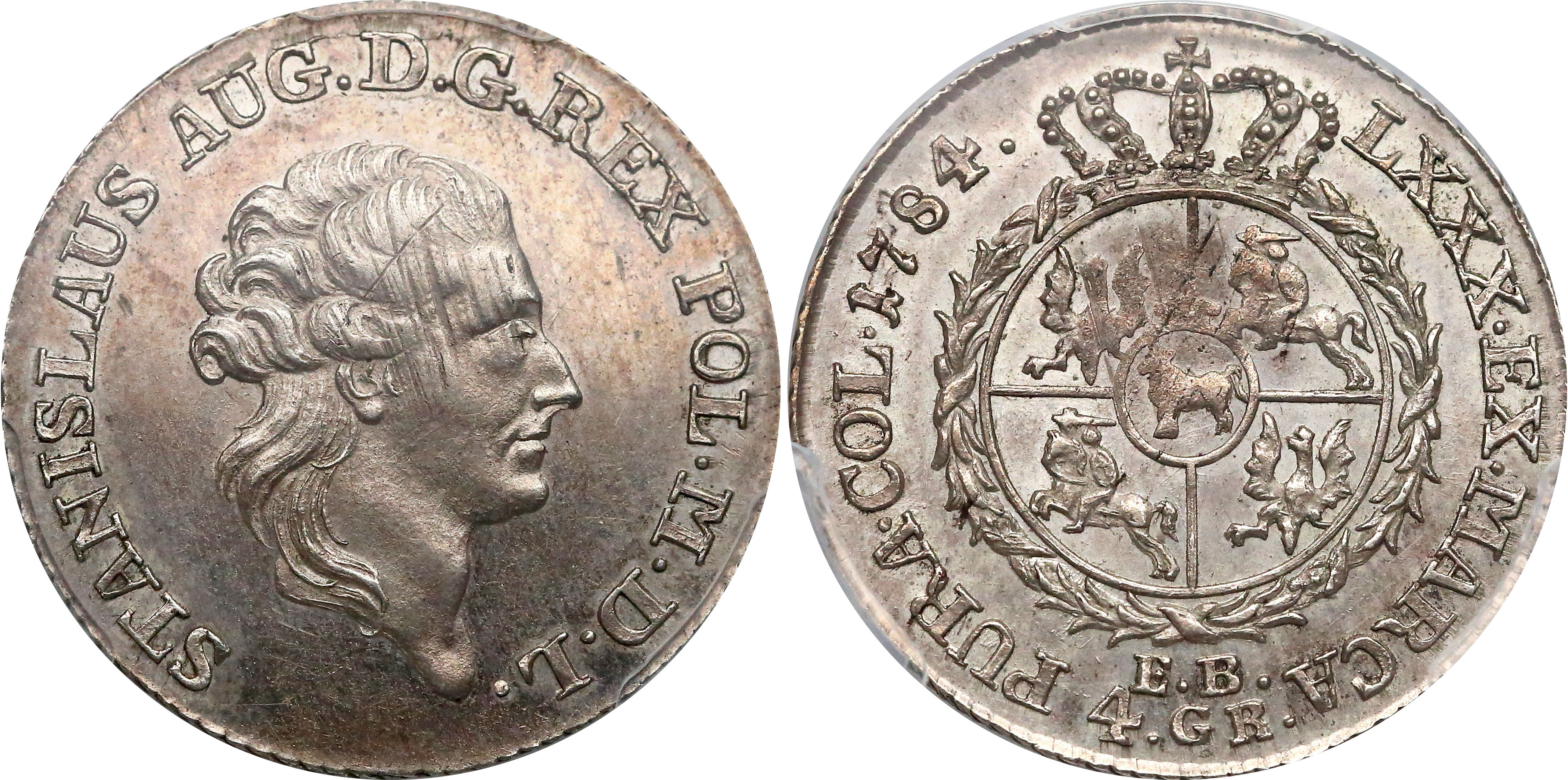
Czworak stanisławowski (1784)

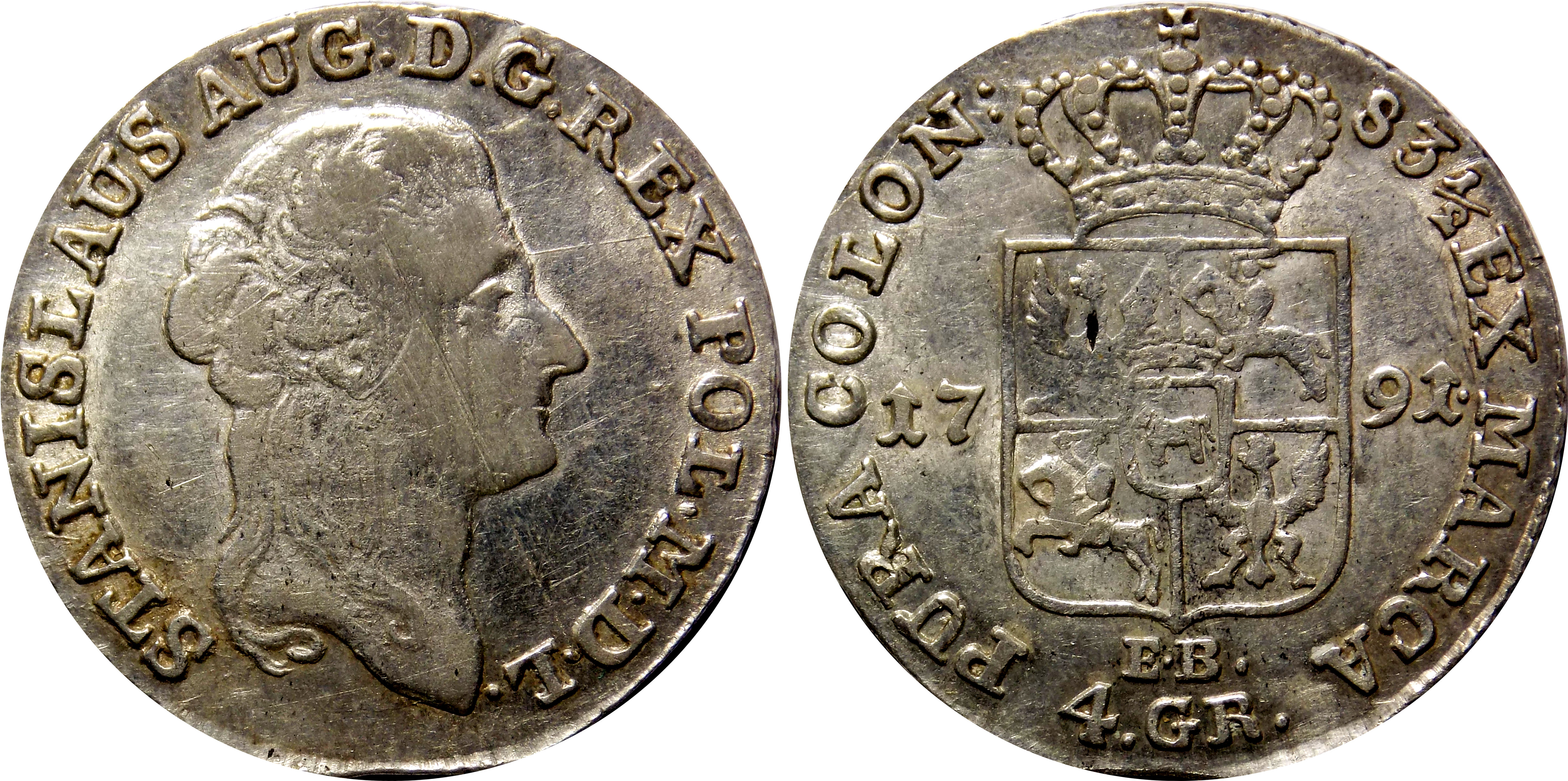
Czworak stanisławowski (1791)

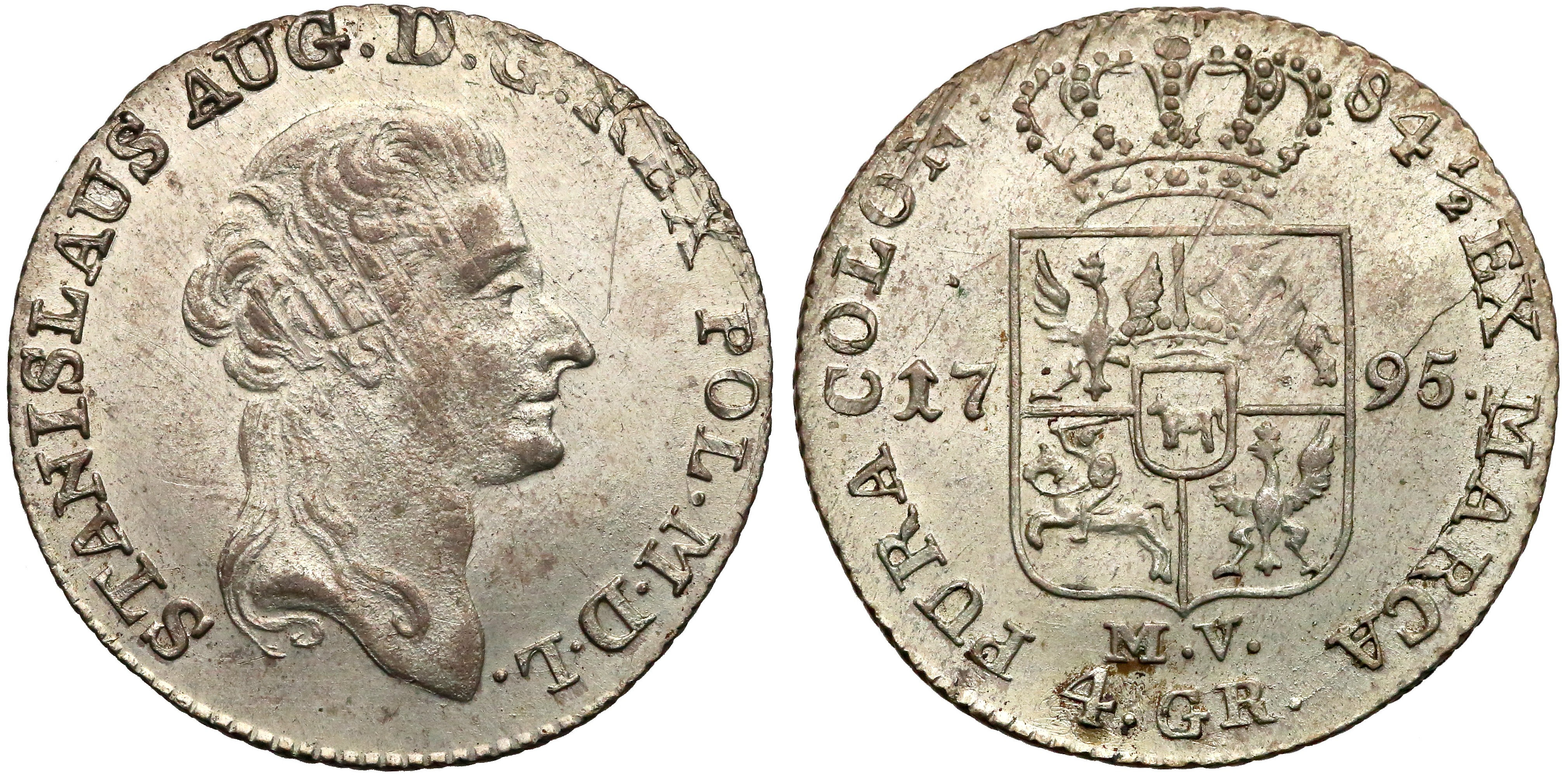
Ostatni czworak (1795)

Czworak – srebrna moneta czterogroszowa, w Rzeczypospolitej wprowadzona po raz pierwszy za panowania Zygmunta II Augusta w ramach działań zmierzających do unifikacji monetarnej na całym terytorium państwa Jagiellonów. Czworak, obok dwojaka, umożliwiał jednoczesne posługiwanie się monetami polskimi i litewskimi.
Czworak litewski, równowartość 1/15 kopy obrachunkowej, stanowił odpowiednik 5 groszy koronnych. Bito go w latach 1565–1569 ze srebra próby 875 masy 4,29 grama.
Moneta ta zdobyła dużą popularność za granicami państwa Jagiellonów. Była masowo wywożona do Niderlandów, naśladowana w księstwie cieszyńskim oraz w hrabstwie Dezzana w Piemoncie.
Rezygnacja w 1569 r. z produkcji czworaków była najprawdopodobniej skutkiem zawarcia unii polsko-litewskiej.
Po raz drugi czworak pojawił się w czasach stanisławowskich po 1766 r. jako jedna z wielokrotności wprowadzonego wówczas grosza srebrnego. Monetę bito najpierw z 5,4 grama srebra próby 542, a po reformie z 1787 r., – z 5,38 grama srebra próby 521. 
Czworaki Stanisława Augusta Poniatowskiego nazywano potocznie złotówkami. W XXI w. pod taką nazwą występują powszechnie katalogach numizmatycznych, choć ustawowa nazwa z epoki brzmiała: „4 grosze”.
Ostatnia emisja czworaków pochodzi z 1795 r.